# Ermelinda
Ermelinda, Irmelinda, Hermelinda – imię żeńskie pochodzenia germańskiego, składające się z członów: Ermen–, od germ. ermana („wielki, wszechogarniający” – imię półboga germańskiego) oraz lind – „giętka, miękka, łagodna, przyjazna”, może też „tarcza z drewna lipowego”. 
Ermelinda i osoby noszące to imię w pozostałych wariantach imieniny obchodzą 29 października, jako wspomnienie św. Ermelindy, pustelnicy.